# Vîșenkî, Korop
Vîșenkî (în ucraineană Вишеньки) este localitatea de reședință a comunei Vîșenkî din raionul Korop, regiunea Cernihiv, Ucraina.

## Demografie
Componența lingvistică a localității Vîșenkî
     Ucraineană (96,64%)
     Rusă (2,96%)
     Alte limbi (0,2%)
Conform recensământului din 2001, majoritatea populației localității Vîșenkî era vorbitoare de ucraineană (96,64%), existând în minoritate și vorbitori de rusă (2,96%).